# EA (digitális disztribúciós platform)
Az EA (korábban Origin) egy digitális disztribúciós rendszer melyet az Electronic Arts üzemeltet és főként a kiadó játékai vásárolhatóak meg PC platformra, amiket az EA kliensprogramjának segítségével tölthetnek le. (A korábbi EA Download Manager, EA Downloader, EA Link alkalmazásokat váltotta le.) Észak-Amerikában és Kanadában az EA felváltotta a Scrabble Networköt, így már iOS rendszereken is elérhető. Jelenleg béta állapotban van. Az Electronic Arts információi szerint 2011 szeptemberében több mint 3,9 millió felhasználó rendelkezett feltelepített Origin klienssel.
A rendszer támogat különféle szociális lehetőségeket, mint például a profil részletes beállítási lehetőségei, az ismerősök között azonnali üzenetküldés funkciója, illetve az éppen játékban lévő barátokra való csatlakozás. A felhasználónak lehetősége nyílik a profilja összekötésére a Facebook, az Xbox Live és a PlayStation Network fiókjaival is. Az Electronic Arts bevallottan a Steam konkurensének szánja a megújult rendszerét, amihez már a felhőalapú adattárolás, illetve a frissítések automatikus keresése és letöltése is rendelkezésre áll a játékosok számára, de teljesítményrendszer és kereszt-platform játékok - ami az eltérő rendszereket használók közötti játék lehetőségét teremti meg - hozzáadását is tervezik.
2020 szeptemberében az EA bejelentette, hogy az Origint egy új asztali klienssel tervezi kiváltani, ami támogatni fogja az új EA Play és EA Play Pro előfizetéseket. Az új kliens bétatesztje 2020 szeptemberében indult, míg hivatalos megjelenése 2022. október 22-én volt. Az Origin kliens macOS Mojave vagy annál régebbi macOS-operációs rendszert futtató számítógépeken továbbra is elérhető maradt.